# Tetradiclis
- Commons
- Wikispecies

Tetradiclis é um género botânico pertencente à família Nitrariaceae.

## Espécies
- Tetradiclis corniculata
- Tetradiclis eversmanni
- Tetradiclis salsa
- Tetradiclis tenella

1. ↑  «Tetradiclis — World Flora Online». www.worldfloraonline.org. Consultado em 19 de agosto de 2020